# Бужумбура-Рураль
Бужумбура-Рураль (рунди Bujumbura Rural) — одна из 18 провинций Бурунди. Находится на западе страны. Площадь — 1089 км², население 555 933 человека.
Административный центр — Исале.

## История
Образована 8 ноября 1991 года в результате разделения провинции Бужумбура на городскую часть Бужумбура-Мери и сельскую часть — провинцию Бужумбура-Рураль.

## География
На севере граничит с провинцией Бубанза, на востоке — с провинциями Мурамвья и Мваро, на юге — с провинциями Бурури и Румонге, на западе — с провинцией Бужумбура-Мери, на северо-западе проходит государственная граница с Демократической Республикой Конго, на западе омывается водами озера Танганьика.

## Административное деление
Бужумбура-Рураль делится на 9 коммун:
- Isale
- Kabezi
- Kanyosha
- Mubimbi
- Mugongomanga
- Mukike
- Mutambu
- Mutimbuzi
- Nyabiraba